# Twoja Telewizja Morska
Twoja Telewizja Morska, TTM – lokalna stacja telewizyjna w Wejherowie, której nadawcą jest Twoja Telewizja Morska Spółka z ograniczoną odpowiedzialnością. Premierowe programy emitowane są codziennie o godzinie 17.20. Materiały premierowe oraz archiwalne są ogólnodostępne na stronie internetowej telewizji.

## Programy
- Serwis informacyjny
- Serwis sportowy
- Wakacyjne Modżajto – Wakacyjne Modżajto to serwowany codziennie koktajl najświeższych wydarzeń lata 2011. Relacje z imprez, ciekawi goście, fitness i raporty z plaż. Bieżące informacje pogodowe przygotowywane przez synoptyków z Instytutu Meteorologii i Gospodarki Wodnej a także doniesieni o stanie kąpielisk strzeżonych przez ratowników WOPR. Program to także codzienna porcja pomysłów na to jak ciekawie spędzić wakacje w mieście.
- Muzyczny Rentgen – magazyn muzyczny.
- ABC Urody – nowości ze świata kosmetyków.
- Cafeteria – program dla wielbicieli literatury. To rozważania o książkach snute przez ludzi, którzy znają się na nich najlepiej, pisarzy i poetów.
- Kinosfera – program poświęcony nowościom filmowym.
- Tu Je Nasza Zemia – kaszubski program regionalny.
- Kleka – kaszubski serwis informacyjny.
- Świat Według Kobiety – to spotkania z kobietami niezwykłymi i z racji wykonywanych obowiązków bądź funkcji, wartymi Państwa uwagi. Co dwa tygodnie w ciekawych sceneriach poznawać będziemy historie ciekawe, wzruszające i nie raz budzące podziw.
- Kaszuby Dotąd Nieznane – Setki pałacyków i dworków, wspaniałe liczące wiele wieków kościoły, miasta i miasteczka, których historia sięga setek lat, unikalne zabytki kultury i sztuki – to właśnie Kaszuby.
- Rozmowy w TTM
- Wywiad w TTM
- Gość w Studio
- Ligowiec
- Rozmowy o sporcie
- Wieści z Magistratu (Wejherowo, Reda, Rumia)

## Retransmisje i transmisje na żywo
- wydarzenia sportowe
- uroczystości religijne
- wydarzenia kulturalne
- sesje Rady Miasta (Wejherowo, Reda, Rumia, Puck)
- sesje Rady Gminy Wejherowo
- sesje Rady Powiatu Wejherowskiego